# José Roldán Martínez
José Roldán Martínez (Sevilla, 1808-ibídem, 1871) fue un pintor español. Alcanzó el puesto de profesor de dibujo de figura en la escuela de Bellas Artes de Sevilla y el de miembro de la Real Academia de Bellas Artes de Santa Isabel de Hungría. Muy influenciado por la figura de Bartolomé Esteban Murillo, tanto en la selección de temas como en la técnica pictórica y el colorido.

## Biografía
Participó en diversas ocasiones en la Exposición Nacional de Bellas Artes (España), obteniendo medalla de bronce los años 1858, 1860 y 1862. Gran parte de su obra está dedica temas costumbristas y escenas de género, con niños de la calle, mendigos y pilluelos, siguiendo el modelo murillesco.